# جاده ای۱۱۱ (انگلستان)
جاده ای۱۱۱ (به انگلیسی: A111 road) یکی از جاده‌های کشور انگلستان است.
این جاده از ناحیه پالمرز گرین در شهرستان لندن شروع و در شهرک پوترز بار در شهرستان هرتفوردشر به پایان می‌رسد، طول این جاده ۱۱٫۳ کیلومتر است.